# Giải thưởng 20 năm Giải bóng đá Ngoại hạng Anh

Logo Giải thưởng 20 năm của Premier League

## Giải thưởng

### Huấn luyện viên xuất sắc nhất

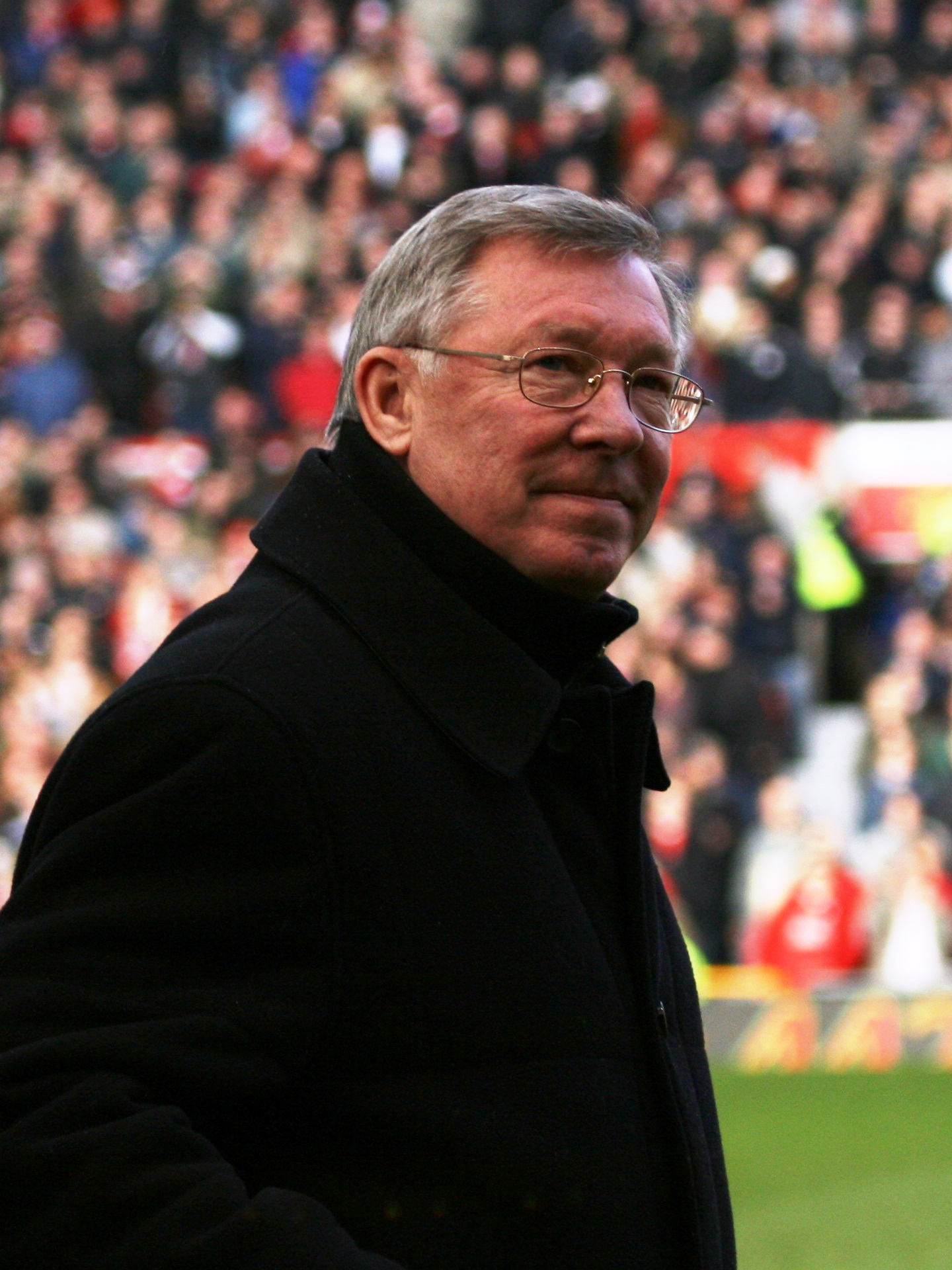
Sir Alex Ferguson đã vô địch Premier League 13 lần với Manchester United.

Sir Alex Ferguson đã giành giải HLV xuất sắc nhất 20 mùa của giải bóng đá Ngoại Hạng Anh. Cùng với ông, 4 HLV khác được ban giám khảo bình chọn vào danh sách rút gọn gồm:
- José Mourinho (Chelsea)
- David Moyes (Everton)
- Harry Redknapp (West Ham United, Portsmouth, Southampton, Tottenham Hotspur)
- Arsène Wenger (Arsenal)

### Cầu thủ xuất sắc nhất
Cựu cầu thủ Ryan Giggs của Manchester United đã giành giải Cầu thủ xuất sắc nhất 20 mùa của giải bóng đá Ngoại Hạng Anh. Giggs đã ra sân và ghi bàn trong mọi mùa giải Premier League kể từ khi thành lập và giành được 12 chức vô địch, một kỷ lục !  Cùng với Giggs, 9 cầu thủ khác được lọt vào danh sách ban giám khảo bầu chọn cho giải Cầu thủ xuất sắc nhất, bao gồm 4 cầu thủ khác của Manchester United::

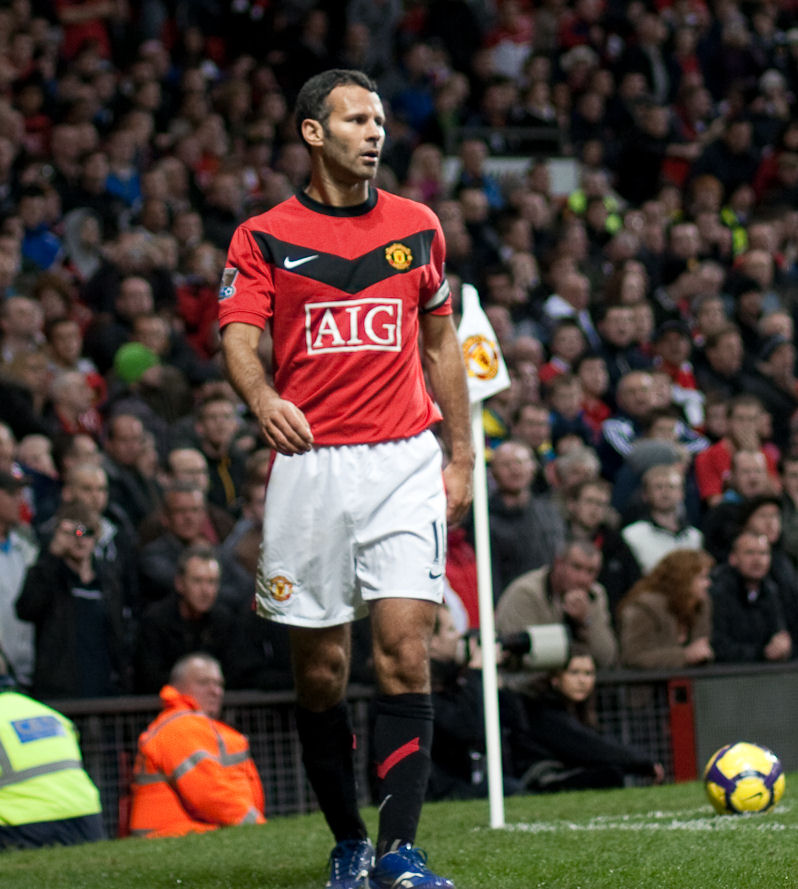
Ryan Giggs là cầu thủ duy nhất ra sân và ghi bàn trong 20 mùa đầu tiên.

- Dennis Bergkamp (Arsenal)
- Wayne Rooney (Manchester United)
- Thierry Henry (Arsenal)
- Roy Keane (Nottingham Forest, Manchester United)
- Cristiano Ronaldo (Manchester United)
- Paul Scholes (Manchester United)
- Alan Shearer (Blackburn Rovers, Newcastle United)
- Patrick Vieira (Arsenal)
- Gianfranco Zola (Chelsea)

### Đội bóng xuất sắc nhất
Arsenal - đội bóng vô địch mùa 2003–04 với thành tích bất bại được bầu chọn là đội bóng xuất nhất.
4 đội bóng khác lọt vào danh sách rút gọn gồm:
- Blackburn Rovers, 1994–95
- Manchester United, 1998–99
- Chelsea, 2004–05
- Manchester United, 2007–08